# Abrahám Veliký
Abrahám Veliký z Kidunji (nebo Kidunaji) byl poustevník a kněz. Katolickou a pravoslavnou církví je uctíván jako svatý.

## Život
Životopis svatého Abraháma napsal jeho přítel svatý Efrém Syrský. Narodil se ve 3. století do bohaté rodiny v blízkosti Edessy. Po získání vzdělání byl povzbuzen, aby se oženil. Následoval přání svých rodičů, ale krátce před svatebním obřadem řekl své nevěstě, že se chce zasvětit Bohu. Jeho nevěsta respektovala jeho přání a tak odešel do cely poblíž města.
Deset let poté, co opustil město, jeho rodiče zemřeli a Abrahám se stal bohatým mužem. Všechen svůj majetek odevzdal chudým. Po celém regionu byl uctíván a lidé si k němu chodili pro radu. Zprávy o jeho pověsti se donesly až k biskupovi Edessy a ten ho vysvětil na kněze a poslal do Beth-Kidunaa, kde Abrahám nechal zničit pohanské modly a oltáře. Pobouření měšťané ho vyhnali z města. Abrahám se do města vrátil a postupně měšťany přesvědčil, aby se vzdali pověr. Abrahám ve městě působil tři roky a poté odešel do své cely, kde strávil 50 let v modlitbách a pokání.